# Enlace viario

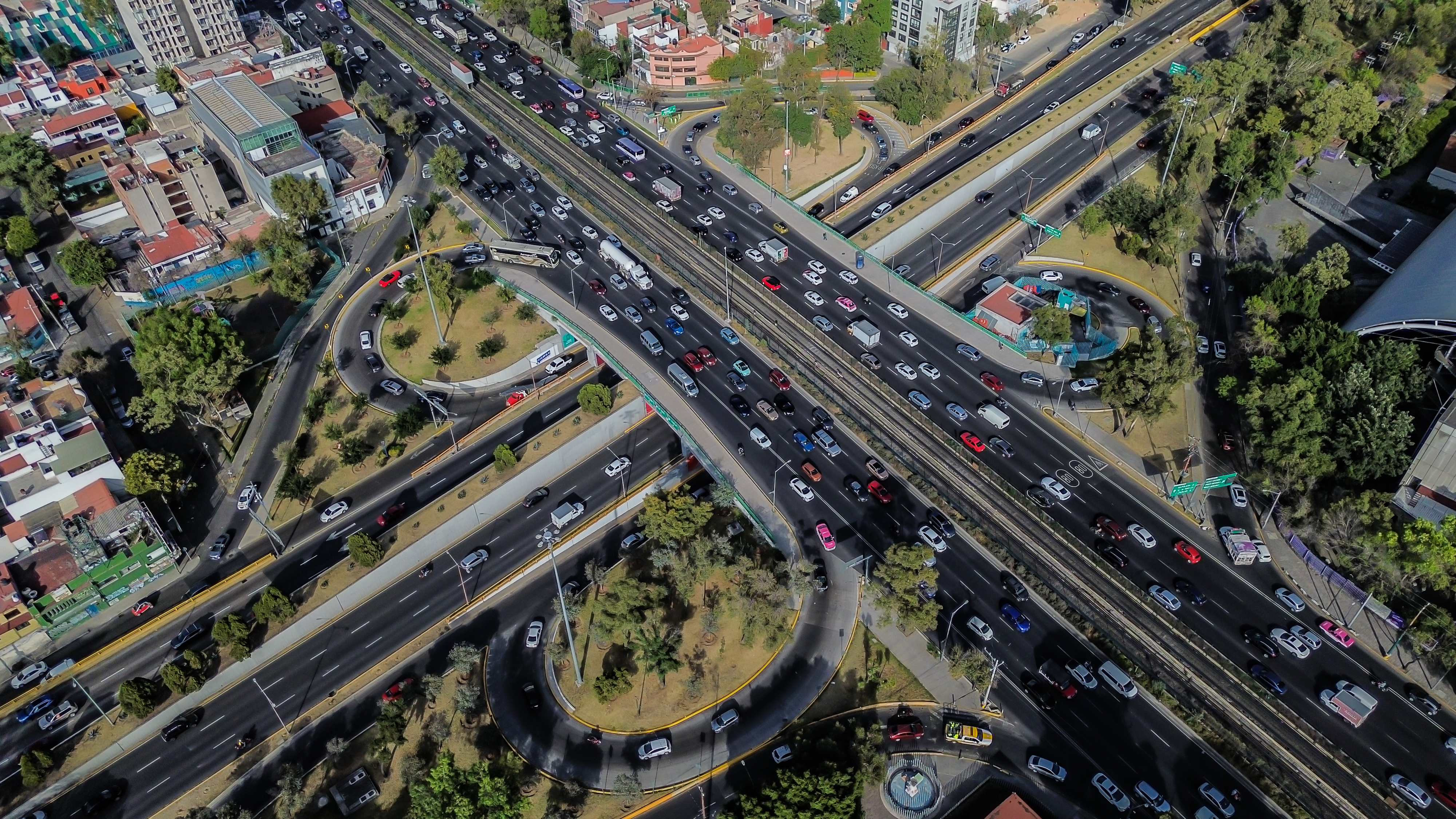
Enlace viario de las avenidas Calzada de Tlalpan y Río Churubusco, Ciudad de México, México.

Los términos enlace viario, intercambiador vial, entronque vial, nudo vial, distribuidor vial, o intercambio vial, se utilizan en el ámbito del transporte por carretera para definir las intersecciones de dos o más carreteras en donde al menos una de ellas tiene un paso a distinto nivel y una o más rampas de acceso, de tal forma que el tráfico de al menos una de las vías puede atravesar el enlace sin cruzar directamente ningún otro flujo de tráfico. Esto difiere de la intersecciones convencionales, en las que las carreteras se cruzan al mismo nivel. Los enlaces se usan siempre cuando una de las vías es una carretera con acceso controlado, como una autopista o vía rápida, aunque también se usan en vías de alta capacidad para sustituir intersecciones a nivel.

## Terminología
Para las definiciones siguientes se considera que se circula por el lado derecho de la calzada (especialmente en todo lo relativo a los sentidos de giro y lados de la calzada). Para aquellos sistemas viarios en los que se circula por el lado izquierdo, deben intercambiarse los términos izquierda y derecha. En las carreteras de varios carriles, se considera que los vehículos más lentos están obligados a circular preferentemente por el lado derecho de la calzada, circunstancia que se aprovecha para facilitar las maniobras de salida y entrada de vehículos.
Normalmente las tipologías de enlaces descritas corresponden a la conexión de dos calzadas principales. Cuando se deben conectar más de dos itinerarios principales o existen calzadas paralelas a los troncos principales, las soluciones adoptadas pueden llegar a complicarse extraordinariamente.  
- El propósito de un enlace completo es habilitar todos los movimientos posibles entre las distintas calzadas involucradas en la conexión (aunque en la práctica, no son raras las realizaciones incompletas, en las que determinadas conexiones no son posibles).

- Para designar a las vías que deben ser conectadas, normalmente se habla de calzadas principales, calzadas troncales o simplemente troncos; mientras que las calzadas que permiten realizar los movimientos de conexión entre los itinerarios principales se suelen denominar como calzadas de conexión, ramas o ramales.

- En itinerarios con gran volumen de tráfico, son habituales calzadas paralelas al tronco, diseñadas para minimizar el efecto de la entrada y salida de vehículos sobre la circulación de la calzada principal. Estas calzadas generalmente se denominan calzadas secundarias, vías de servicio o vías colectoras-distribuidoras.

- El paso de unas calzadas a otras se resuelve mediante salidas (cuando un ramal se separa de un tronco en el sentido de la marcha) y entradas (cuando un ramal se incorpora a un tronco en el sentido de la marcha). Un caso especial son las divergencias (cuando un tronco se divide en dos) y las confluencias (cuando dos troncos pasan a ser uno solo).

- Normalmente, tanto las salidas como las entradas se realizan por el lado derecho (el lado izquierdo en los países donde se circula en este sentido) de los troncos, aunque excepcionalmente en algunos casos se adoptan soluciones en las que se realizan movimientos por el lado izquierdo.

- De acuerdo con la forma de pasar de una calzada a otra, se distinguen giros a la derecha (normalmente los más sencillos, porque no se cruzan con otros movimientos), y giros a la izquierda (en los que se debe salvar a distinto nivel al menos otro movimiento del tráfico).

- Según la manera de resolver estos giros, se definen distintos tipos de ramales:

- Ramales directos: no es necesario cruzar ninguna calzada; en general son los giros a la derecha.
- Lazos o bucles: solo es necesario salvar una calzada a distinto nivel, el giro a la izquierda se resuelve mediante un giro a la derecha de más de 180°.
- Asas interiores: salvan a distinto nivel las dos calzadas principales, dejando a su derecha el punto central del enlace, realizando en giro de aproximadamente 90°.
- Asas exteriores: de mayor longitud de recorrido, también salvan a distinto nivel las dos calzadas principales, pero dejando el punto central del enlace a su izquierda, realizando un giro de más de 180°.
- Glorietas o rotondas: ramales cerrados que permiten realizar movimientos entre distintas calzadas concurrentes mediante salidas y entradas dispuestas a su alrededor.

- En este sentido, también se habla de conexiones más o menos direccionales en función de la similitud del recorrido de un ramal en relación con el giro realizado.

- Un tramo de trenzado es un sector de una calzada en el que el tráfico entrante y el que desea salir de ella interfieren entre sí. Esta situación es característica de las glorietas o de cualquier tramo de calzada en el que exista una salida a continuación y a una distancia reducida de una entrada.

## Sistemas de enlaces

### Enlaces de tres direcciones

#### Enlace tipotrompeta

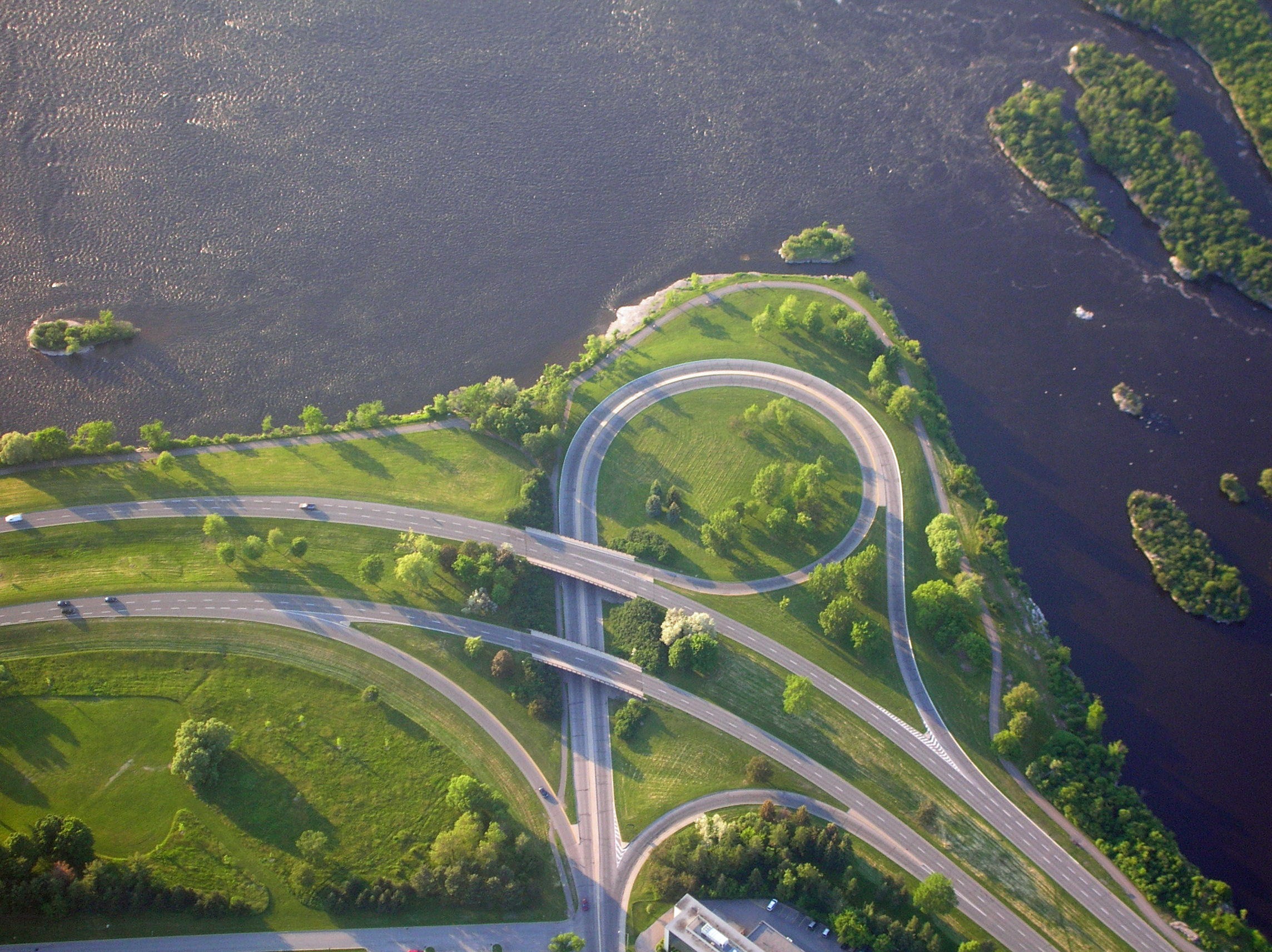
Un enlace de trompeta en la vía de Sir John A. Macdonald en Ottawa, Ontario

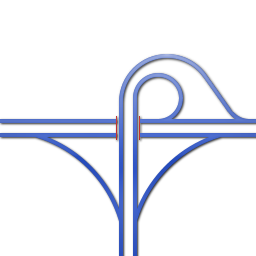
Enlace tipo "trompeta"

Los intercambiadores del tipo "trompeta" se utilizan habitualmente para enlazar una autopista o carretera que termina en otra. Esto implica al menos una rampa de lazo conectando el tráfico entrante o saliente a la vía que termina con la autovía que continúa.
Este tipo de enlace es muy útil para autopistas, carreteras y vías de peaje, ya que concentra todos los tráficos por un único punto, donde las casetas de peaje pueden ser instaladas. Los enlaces con doble trompeta son habituales en aquellos lugares donde se encuentra una vía de peaje con otra de acceso gratuito. También pueden ser útiles cuando la mayor parte del tráfico de la autopista que termina va en una dirección determinada, quedando la rampa del lazo para los giros de menor tránsito. Tienen la ventaja de ser conexiones más baratas, al tener menos estructuras y ocupan menos terreno que otros tipos de enlaces. Son muy útiles cuando el tránsito hacia la vía secundaria no son muy elevados. Con mayores tráficos el lazo no funciona bien y es obligado acudir a enlaces directos.
Ocasionalmente una tercera rampa puede ser construida exterior al lazo efectuando un giro de 270º al sustituir a la rampa directa de acceso. Un ejemplo es el acceso del túnel de Kingsway en Liverpool, Reino Unido.

#### Enlace en T direccional

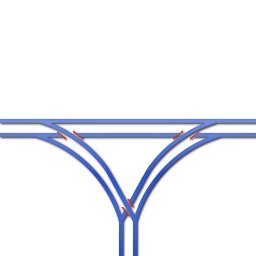
Enlace directo en T

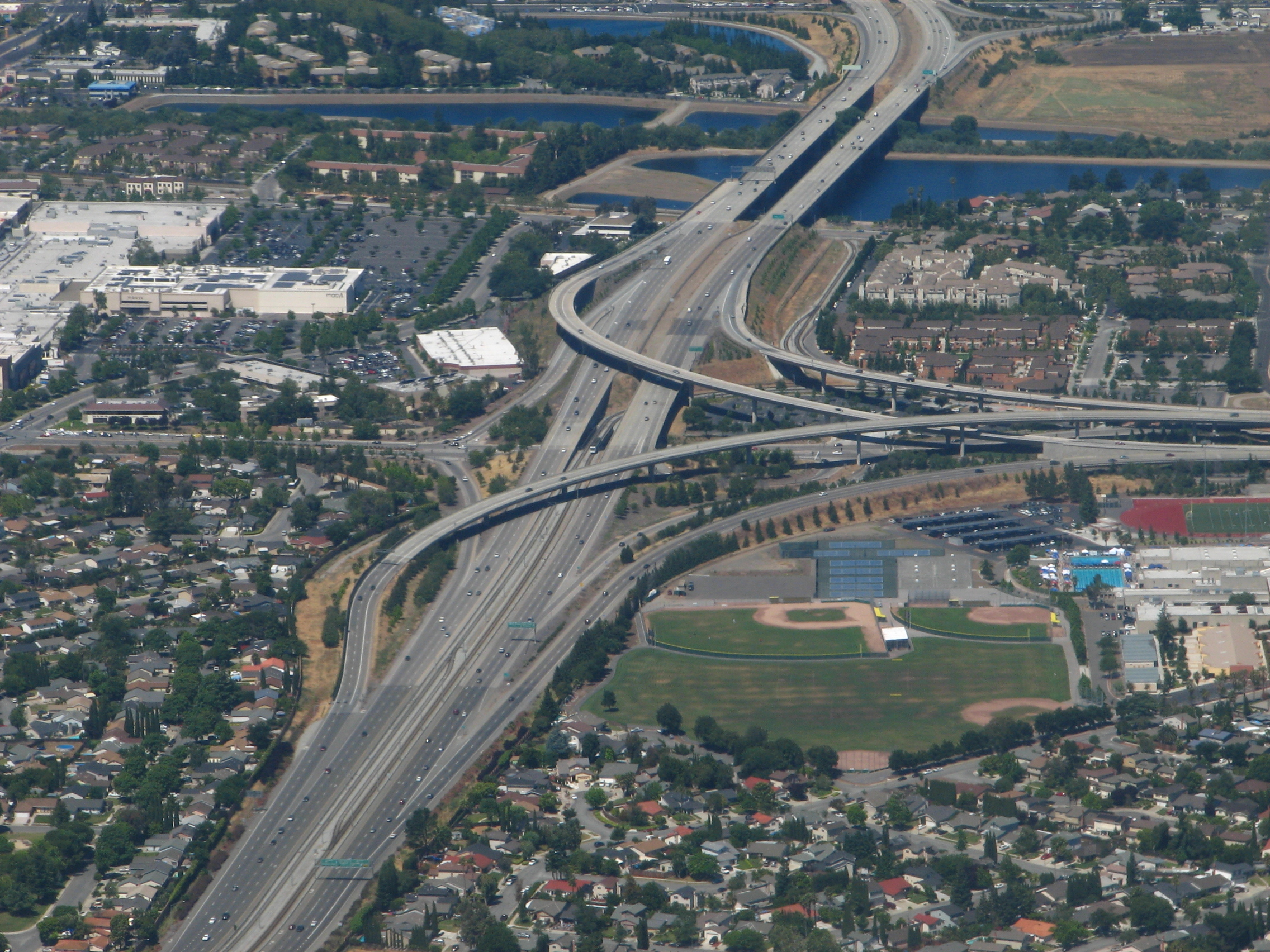
Enlace complejo en T San Jose, California

Se denomina enlace completo en Y o en T  a unos tipos de conexión comunes para dar continuidad a tres direcciones troncales. Se requiere que las dos vías incidan entre sí de forma aproximadamente perpendicular. Los ramales de conexión pueden superponerse mediante estructuras sobre las vías existentes si el ángulo de la intersección obliga a ello. Requieren una moderada cantidad de terreno y el uso de una estructura de cruce de dos niveles. En lugares con mucho tránsito son preferibles a los enlaces del tipo trompeta, ya que el lazo de la trompeta ralentiza mucho la velocidad de los vehículos.

### Enlaces de 4 direcciones

#### Enlace tipotrébol

Enlace de trébol

Enlace en trébol

El enlace de tipo trébol es la conexión más sencilla para cuatro direcciones, donde basta una única estructura de cruce entre las dos calzadas principales. Todos los giros a la izquierda se resuelven mediante ramales en forma de lazo (o todos los giros a la derecha si se circula por la izquierda). Para ir a la izquierda, los vehículos deben cruzar la vía que buscan y luego girar una curva cambiando de dirección 270º, emergiendo en el intercambiador por la derecha, y cruzando la vía de la que habían salido.
Las dos principales ventajas de los tréboles es que solo requieren un puente, lo que hace que su coste principal sea el del terreno que ocupan, y que generalmente no requieren señalización compleja ni semáforos para operar. Un defecto importante de los tréboles es que requieren tramos de trenzado, que disminuyen su capacidad. También ocupan extensos terrenos, por lo que son más habituales en zonas rurales, donde la superficie no es problema. Es común la variante que separa los carriles del tramo de trenzado mediante una barrera de hormigón (generando una vía colectora-distribuidora) aumentando la capacidad de estos enlaces.

#### Enlace tipoestrella de Indonesia

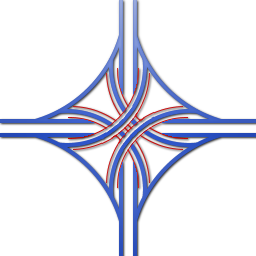
Enlace omnidireccional a cuatro niveles

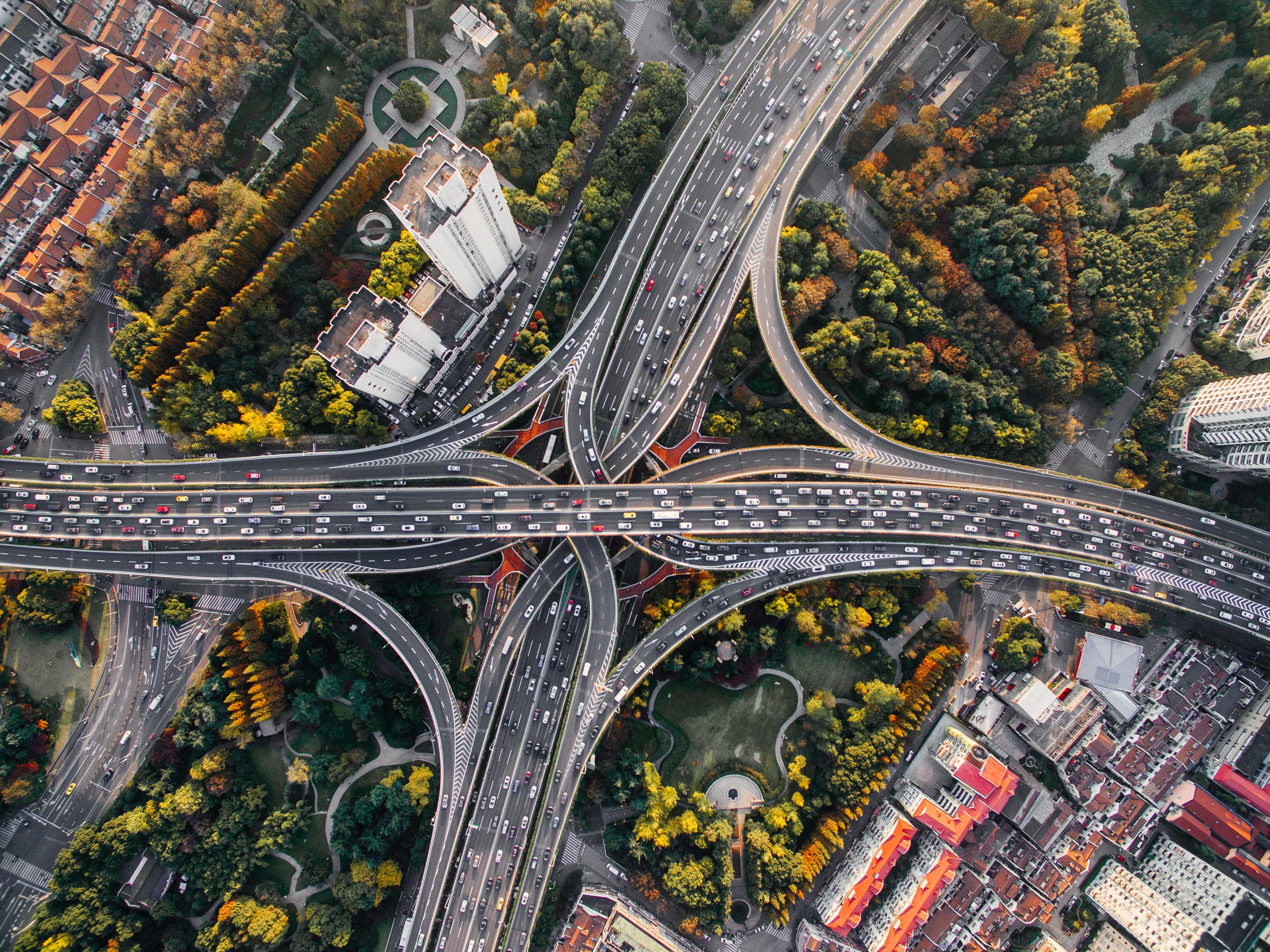
Un enlace de varios niveles en Shanghái, China.

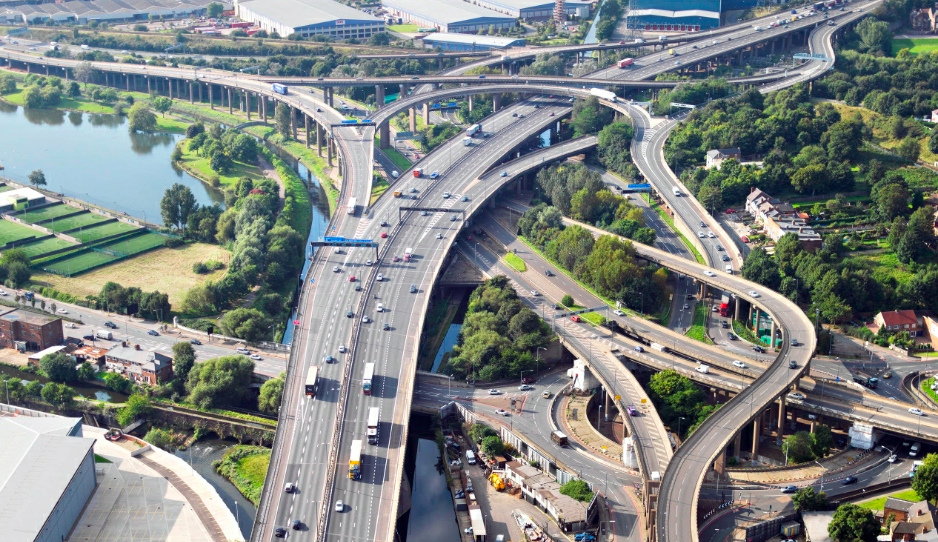
En enlace Gravelly Hill, en Reino Unido.

Llamados stack en la literatura anglosajona, un enlace estrella de Indonesia o enlace de cuatro niveles es un enlace de cuatro vías donde todos los giros a la izquierda se resuelven por rampas directas (asas interiores) a distinto nivel. Para ir a la izquierda (derecha en países que circulan por la izquierda), los vehículos primero deben girar ligeramente hacia la derecha en los ramales para separarse del tronco, y entonces completan el giro mediante una vía con una estructura que cruza ambas autopistas, emergiendo por el lado derecho del cuadrante contrario del enlace. Un enlace del tipo estrella Indonesia tiene, por tanto, dos pares de ramales cruzando a izquierdas, que pueden adoptar varias configuraciones (por encima o por debajo) entre ambos troncos.
Este tipo de enlaces no sufre problemas por trenzado, y debido a sus ramales direccionales son generalmente seguros y eficientes soportando tráficos muy altos en todas direcciones.
Un enlace viario incluye carreteras a cuatro niveles, también conocido como enlace a cuatro niveles. Hay algunos con 5 niveles, sin embargo suelen ser aquellos que tienen rampas específicas para autobuses o vehículos de alta capacidad.
Este tipo de enlaces es significativamente más caro y ocupa más espacio que cualquiera de los otros enlaces, y además pueden sufrir bastantes objeciones de los habitantes del lugar, por el importante impacto visual que generan. Los enlaces de este tipo suelen tener una apariencia bastante compleja, por lo que son descritos a veces como Enlaces Spaghetti.

#### Enlace con rotonda

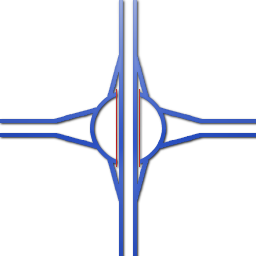
Enlace con dos niveles

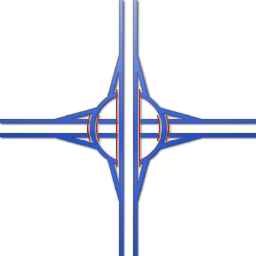
Tres niveles con rotonda

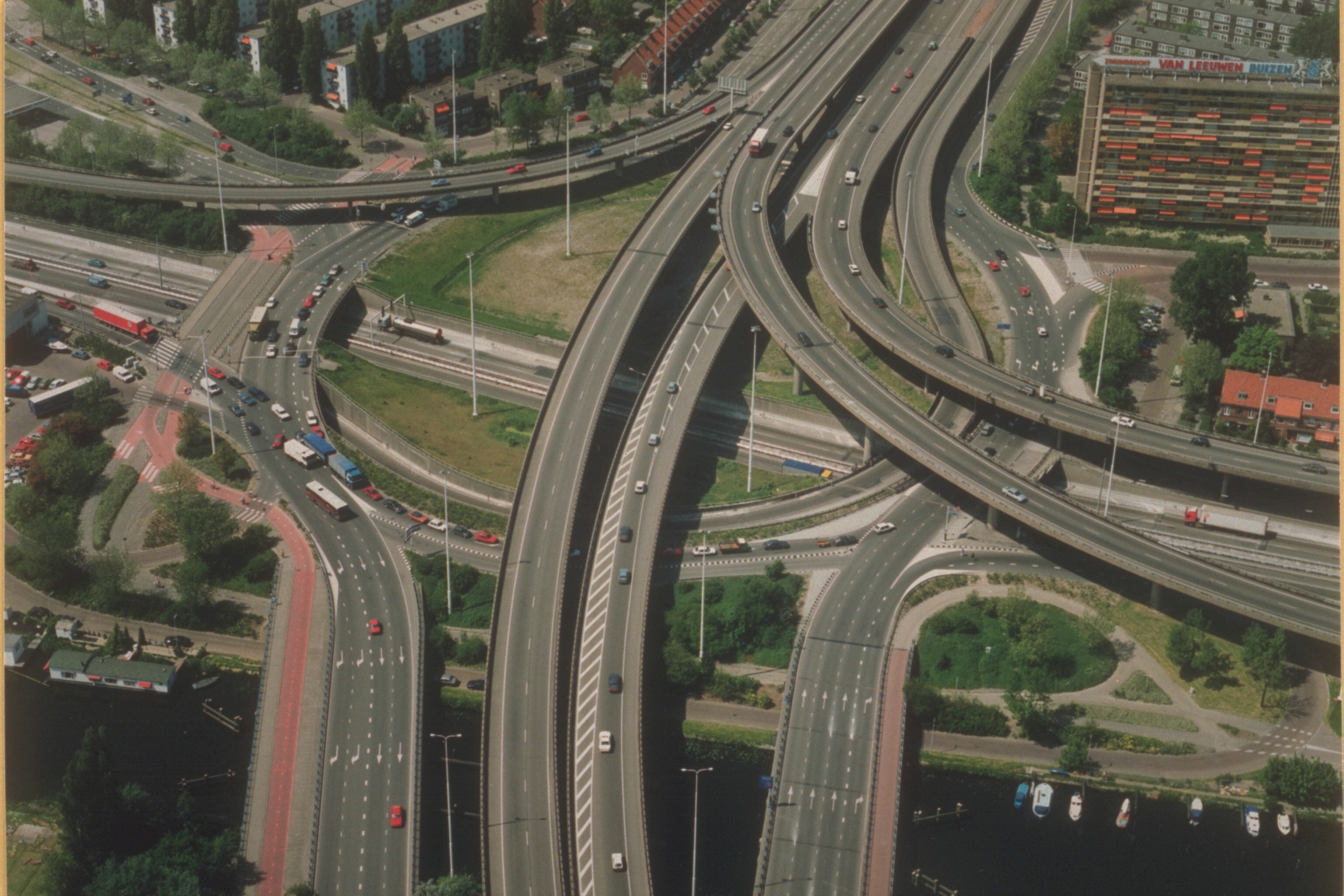
Enlace complejo con rotonda Kleinpolderplein en los Países Bajos,

Una alternativa bastante común es el enlace con rotonda. En esta solución los giros a la izquierda y a la derecha se organizan de dos maneras: o bien interceptando el tráfico de una de las dos vías que se cruzan con una rotonda (caso de un enlace a dos niveles); o bien haciendo pasar todos los tráficos que giran por una rotonda a distinto nivel que las otras dos vías (caso de un enlace a 3 niveles). Ejemplos de ambos tipos se pueden ver en la Circunvalación de Granada en España. Como ventajas tienen muy poca ocupación del suelo y funcionan muy bien para tráficos bajos o medios. El problema principal es que su capacidad viene limitada por la propia rotonda, de cuya capacidad depende el funcionamiento de todo el enlace. Es muy usual que estos enlaces se congestionen cuando los vehículos no pueden entrar en la rotonda, por lo que es recomendable separar los giros de mayor tráfico de la rotonda para aliviarla.